# Patrick Ollier
Patrick Ollier (ur. 17 grudnia 1944 w Périgueux) – francuski polityk i samorządowiec, w 2007 przewodniczący Zgromadzenia Narodowego. Partner życiowy minister Michèle Alliot-Marie.

## Życiorys
Ukończył w 1971 Institut d'études politiques d'Aix-en-Provence.
Od 1983 do 1989 i od 2001 do 2004 był zastępcą mera Rueil-Malmaison, pomiędzy tymi okresami zajmował stanowisko burmistrza La Salle-les-Alpes. W latach 90. pełnił funkcję radnego regionu Alpy Wysokie. W 2004 objął urząd mera miasta Rueil-Malmaison (reelekcja w 2008, 2014 i 2020).
W kolejnych wyborach parlamentarnych w 1988, 1993, 1997, 2002 i 2007 uzyskiwał mandat deputowanego do Zgromadzenia Narodowego. Przez wiele lat działał w gaullistowskim Zgromadzeniu na rzecz Republiki, następnie przystąpił do powstałej na bazie RPR Unii na rzecz Ruchu Ludowego.
W marcu 2007 został wybrany przewodniczącym Zgromadzenia Narodowego XII kadencji w miejsce Jean-Louisa Debré, powołanego w skład Rady Konstytucyjnej. Funkcję tę sprawował przez trzy miesiące. Po wyborach parlamentarnych w tym samym roku nie uzyskał dalszej rekomendacji swojej partii, która zdecydowała się wystawić na to stanowisko Bernarda Accoyera.
W listopadzie 2010 objął urząd ministra ds. kontaktów z parlamentem (podległego premierowi) w trzecim rządzie François Fillona. Funkcję tę sprawował do maja 2012. W wyborach parlamentarnych w tym samym roku po raz kolejny został wybrany na deputowanego.